# Star Wars: Battlefront II
„Star Wars: Battlefront II“ е втората компютърна игра от поредицата „Battlefront“, но с подобрена графика и геймплей. В нея са включени всички битки в Междузвездни войни.

## Сюжет
Сюжетът на играта върви по сюжета на сагата. Играчът има възможност да управлява както клонингови войници, така и техните водачи – майсторите джедаи. Conquest-а започва с битката при Джионозис, където водач е Мейс Уинду. Следват битките при Маджито (Ки-Ади Мунди), Фелуция (Айла Секура), Утапау (Оби-Уан Кеноби), Корусант (Анакин Скайуокър), Хот (Дарт Вейдър) и т.н. След като конкуестът се приключи, играчът има възможност да води отделни битки на планети, които той си избира, като избира и страната, на която ще се сражава — Галактическата търговска федерация или Републиката, Империята или Бунтовническия съюз. Такива планети са Дегоба (с водач Йода), Ендор (Хан Соло) и др.